# Феріт Едґу

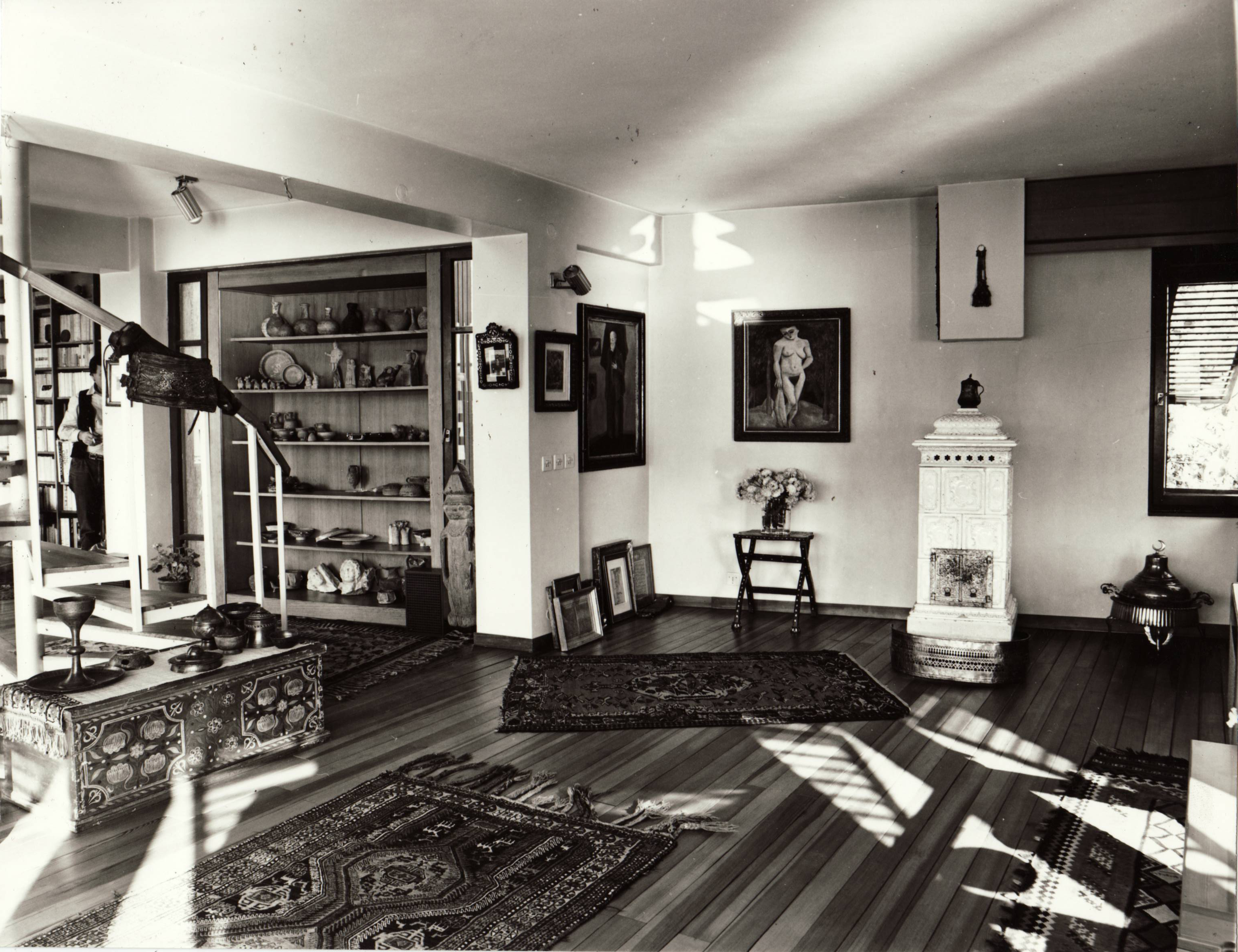
В будинку Феріта Едґу

 Феріт Едґу (тур. Ferit Edgü; (24 лютого 1936, Стамбул — 22 липня 2024) — турецький письменник.

## Біографія
Феріт Едґу народився у Стамбулі 24 лютого 1936 року. Для отримання вищої освіти поступив на відділ живопису Стамбульської академії образотворчих мистецтв. Згодом він поїхав до Парижа і продовжив там навчання. Від 1958 до 1964 Феріт Едґу жив у Парижі. До відбуття воєнізованої служби він повернувся в Туреччину. Один рік працював у селі учителем. Його перші романи принесли письменнику міжнародну славу. Писав твори для «Синього журналу». Потім заснував видавництво, в якому опублікував твори багатьох місцевих та зарубіжних авторів і поетів з 1976 по 1990 рік. Він написав твори, перекладені на багато світових мов у багатьох галузях літератури.
Помер 22 липня 2024 року.

## Творчість
Феріт Едґу - автор творів різного жанру. З 1952 року він писав вірші, оповідання,романи, які перекладені багатьма мовами світу.

### Роман
- Ніхто (1976)
- Сезон у Хаккарі (1977)
- Написав у тіні вересня (1988)

### Оповідання
- Ентузіаст (1959)
- Дефект (1962)
- Полювання (1968)
- На кораблі (1978)
- Крик (1982)
- Тисяча складів (1991)
- Східні історії (1995)
- Ось Деніз, Марія (1999)
- Голос До (2002)
- Мандрівний шків (2005)
- Ніжинські оповідання (2007)
- Поранений час
- Леш (колективні історії)

### Кіноценарій
- Сезон у Хаккарі

### Поезія
- Збірка поезій (1978)
- Гірські вірші (1999)

### Дослідження
- Абідін (2003)
- Авні Арбаш (2001)
- Осман Хамді (1986)

### Книги для дітей
- Друзі природи (2004)

## Нагороди
- 1979: нагорода Асоціації турецької мови
- 1988: Літературна премія Фонду Седата Сімаві